# 信託 (法律)
信託（英語：Trust）是一項三方委託的關係。第一方為委託人（英語：trustor），轉移財產（一般為金錢，但不必須是金錢）至第二方（受託人），使得第三方（受益人）獲得利益。
遺言信託是透過遺囑建立的，而在委託人去世後生效。而生前信託（英語：inter vivos trust）則是透過委託人生前的信託指示建立的。信託可以是可撤銷的，也可以是不可撤銷的。在美國大部分州，信託被自然假定為不可撤銷的，除非建立信託的信託指示或遺囑中明確陳述其為可撤銷的；而在美國加利福尼亞、奧克拉荷馬、德克薩斯三州，信託則默認為可撤銷，除非建立信託的信託指示或遺囑特別說明其為不可撤銷。一項不可撤銷的信託只可能由司法裁決而被「打破」（撤銷）。
受託人是信託財產在法律意義下的所有權人，同時，受益人是信託財產在衡平意義下的所有權人。受託人因此承擔信義義務，為實現受益人的利益而管理資產。受託人必須常規地報告信託在運作中產生的收入和成本。受託人自身的開支有時的可以得到報銷或是補償。法院在其轄區能夠取消違背信義義務的受託人身分。一些違背信義義務的行為可能受到刑事起訴和審判。
受託人可以是自然人、商業實體、公共機構。在美國，信託可能被課以聯邦稅和州稅。

## 歷史

### 英國普通法
羅馬法中已經有了充分發展的「遺言信託」意義下的信託概念，但是沒有發展出生前信託的制度。生前信託後來由英國普通法建立。在十二、十三世紀的十字軍東征期間，英國建立了個人信託制度。中世紀英國的信託法中，委託人是采邑授与者（英語：feoffor），而受託人是受采邑者（英語：feoffee），受益人則為采邑授与得益人（英語：cestui que）。
那時，英格蘭的土地所有權是基於封建體制的。土地所有權常與參加國王的軍隊等封建義務相綁定，若不能完成封建義務則無法繼續享有土地。當一位地主離開英格蘭參與十字軍的戰役時，他轉讓其離開期間的土地所有權，來使得這份產業得到管理、並承擔封建義務，也認為在他返回時會依據受託人的承諾重新獲得返還的土地所有權。然而，十字軍人在回國後常常面臨拒絕返還財產的處境。對這些十字軍人來說不幸的是，英國普通法並不認可他們的主張。只要是根據普通法進行判決的國王法庭介入，土地就會被認為是受託人的，而受託人沒有返還土地的義務。十字軍人沒有法定权利。憤怒的十字軍人因而向國王情願，國王即要求大法官處理此事。大法官可以根據良心而決定案件。這時衡平法就誕生了。
大法官會認為法定所有權人這樣背信拒絕十字軍人（「真正的」所有權人）的主張的行為「不講良心」，因此傾向於令其返還土地予十字軍人。久而久之，大法官的法庭（即衡平法院）就持續地認可十字軍人要求返還土地的主張了。法定所有權人可以為了原所有權人的利益持有土地，然而一旦原所有權人請求，他也被強制要返還土地。十字軍人成為了「受益人」，而這位代為持有土地者成為了「受托人」。「土地用益」一詞在那時發明，隨着時間發展成為了我們今天知道的信託。

## 延伸閲讀
- (PDF), Studio legale Tedioli, 28 April 2001  [2020-11-29], （原始内容存档 (PDF)于2018-11-13）

## 外部連結
- TrustLaw | Thomson Reuters Foundation （页面存档备份，存于）
- Types of Trusts Explained: A Concise Overview of Different Trust Types （页面存档备份，存于）
- Trust Definition （页面存档备份，存于）
- Trust legal definition of trust （页面存档备份，存于）
- Trust-Practical Law （页面存档备份，存于）